# 矢嶋友和
矢嶋 友和（やじま ともかず、9月27日 - ）は、日本の男性声優。フリー。群馬県出身。

## 人物
声優演技研究所を経て、2011年4月よりぷろだくしょんバオバブに所属。
資格は普通自動車免許、書道初段、空手1級。
特技は空手、声真似。趣味は囲碁、空手、音楽、ゲーム。
2024年2月28日付けでぷろだくしょんバオバブを退所して、フリーとなった。

## 出演

### テレビアニメ
2011年
- まじっく快斗（警官、報道陣）

2013年
- 名探偵コナン（作業員、所轄刑事）

2014年
- ドラえもん（テレビ朝日版第2期）（2014年 - 2018年、警察官、ロボC、カメラマン、絵描のおじさん、歩兵(4) 他）

2015年
- アルスラーン戦記（兵士）
- アルドノア・ゼロ（ペルジアンリーダー、ゴトランドリーダー）
- 俺物語!!（友人A）
- クレヨンしんちゃん（2015年 - 2017年、現場作業員、店員、おまわりさん）
- 忍たま乱太郎（2015年 - 2018年、夢の中の食べ物、忍者 弟）

2016年
- ちびまる子ちゃん（釜飯屋）

2021年
- 幼なじみが絶対に負けないラブコメ（司会者）

### 劇場アニメ
- クレヨンしんちゃん 爆睡!ユメミーワールド大突撃（2016年、ヲタB）
- ゴーちゃん。〜モコとちんじゅうの森の仲間たち〜（2017年、調査隊員C）

### OVA
- 史上最強の弟子ケンイチ（2013年、部下）※単行本第53巻OVA付き特別装版

### Webアニメ
- アニメで分かる心療内科（2015年、夫、オタクA、レフェリー、男B）

### ゲーム
- リネージュII（2004年、ブラケル、ローケン）
- タワー オブ アイオン（2009年、カテノン）
- DIABOLIK LOVERS MORE,BLOOD（2013年、三年男子B、使用人A、孤児院職員B、仲間B、ギャングB）
- ファイナルファンタジーVII リメイク（2020年）

### ドラマCD
- オジサマ専科（手下）
- 神曲奏界ポリフォニカ エイフォニック･ソングバード（生徒5、町の人1）

### 吹き替え

#### 映画
- アンネの追憶（親衛隊）
- ウォー・マシーン: 戦争は話術だ!
- サスペクト 哀しき容疑者（男性記者）
- ザ・ホスト 美しき侵略者（カイル）
- 10人の泥棒たち（警備員）
- 大統領の執事の涙 ※BSジャパン版
- 逃走迷路（警官）
- 40 DAYS AND NIGHTS（チェイス・フリーマン）
- フリーランサー NY捜査線（ティロン）
- UFO 侵略（男2、兵士7、少年1）

#### ドラマ
- 君の声が聞こえる（男子生徒1、刑事2）
- 個人の趣向（男性社員）
- Dr.HOUSE シーズン6（ダナガン、42番の選手、男性客）
- Hawaii Five-0（クリスチャン、タイラー・ブラウン、カール・ジェイコブソン）
- ママ〜最後の贈りもの〜（ク・ジソプ）
- ラブレイン（男、学生、店番）
- 私はラブ・リーガル4（トム）

#### アニメ
- アルティメット・スパイダーマン（シールド、アーマー）
- トランスフォーマー アドベンチャー（バズストライク）
- インド版 忍者ハットリくん（2014年、小池先生〈二代目〉）
- プリンセス ユニキャット（ブロック、カップケーキモンスター、トースト、コインC）

### ボイスオーバー
- 兵器のテクノロジー（ダン・ブラウン少佐、ジョシュ・グレブ大尉）

### 特撮
- ウルトラマンオーブ（2016年、ビートル隊無線 / 基地アナウンス）

### モーションコミック
- リアルメイドル（ハイパーマン）

### VP
- ネクスコ キープレフト（父親）

### 舞台
- 「から騒ぎ」百年先俳優会